# Heribert Konzett
Heribert Konzett (* 21. Juni 1912 in Bludenz in Vorarlberg; † 4. November 2004 in Innsbruck) war ein österreichischer Arzt und Pharmakologe. Er hat den ersten Stoff entdeckt, der selektiv β-Adrenozeptoren aktivierte, nämlich das Isoprenalin.

## Leben
Nach Studium in Innsbruck und Wien wurde Konzett 1936 in Wien zum Dr. med. promoviert. Er trat dann in das von Ernst Peter Pick geleitete Wiener Pharmakologische Institut ein, und zwar in die Arbeitsgruppe von Richard Rössler, der 1938 Pick als Leiter des Instituts ablöste. Hier habilitierte er sich 1941. Von 1946 bis 1948 arbeitete er in Cambridge bei dem Pharmakologen Ernest Basil Verney, in London bei dem Physiologen Henry Barcroft (1904–1998) und in Edinburgh bei der Physiologin Catherine Olding Hebb (1911–1978). Ab 1948 leitete er das Pharmakologische Laboratorium der Firma Sandoz in Basel, um 1958 als Nachfolger von Adolf Jarisch den Lehrstuhl für Pharmakologie und Toxikologie der Universität Innsbruck zu übernehmen. 1980 wurde er emeritiert. Sein Nachfolger wurde Hans Winkler (* 1939).

## Werk
Die Entdeckung des Isoprenalins gelang Konzett gleich zu Anfang. Die Wiener Pharmakologen untersuchten von der Firma C. H. Boehringer Sohn synthetisierte Sympathomimetika, und zwar chemische Abkömmlinge des Adrenalins. Hauptuntersucher war Klaus Unna, der Österreich 1937 als „Nichtarier“ verließ und seine Ergebnisse erst 1951 in Naunyn-Schmiedebergs Archiv für experimentelle Pathologie und Pharmakologie veröffentlichen konnte. Er versah die Publikation mit dem Hinweis: „Diese Arbeit wurde im Jahre 1937 ausgeführt und gelangt aus äußeren Gründen erst jetzt zur Veröffentlichung.“ Zu Unnas Material gehörten die später – zum Teil bis heute – als Arzneistoffe verwendeten Substanzen Synephrin (Sympatol), Etilefrin, Phenylephrin und Bamethan. Unna prüfte außer der Toxizität nur Herz-Kreislauf-Wirkungen. 1937 kam die Idee auf, Adrenalinabkömmlinge durch größere Substituenten an der Aminogruppe unter Beibehaltung ihrer Hemmwirkung auf die glatte Muskulatur weniger kreislaufwirksam zu machen. Damit könnte ein brauchbarer Hemmstoff für die glatte Muskulatur der Atemwege, also ein Bronchospasmolytikum gefunden werden. Rössler sollte diese Forschungsrichtung leiten und Konzett mitarbeiten. Zunächst entwickelten die beiden eine tierexperimentelle Methode, den Atemwegswiderstand zu messen, die später so genannte „Konzett-Rössler-Methode“. Dann testeten sie Adrenalin und fünf Derivate und fanden: „Vergleicht man nun alle untersuchten Amine unter dem Gesichtspunkt der broncholytischen Wirkungsstärke, so ergibt sich eine Reihe, die vom höchstwirksamen Isopropyladrenalin <= Isoprenalin> über Äthyladrenalin zu den ungefähr gleich wirksamen Körpern Adrenalin, Propyladrenalin, Butyladrenalin und schließlich zu dem nur schwach wirksamen Isobutyladrenalin führt.“ Auch die übrige Pharmakologie der sechs Stoffe, zum Beispiel die Kreislaufwirkung, wurde geklärt und 1940 das Isoprenalin unter dem Namen „Aleudrin“, später „Aludrin“, zur Behandlung des Asthma bronchiale auf den Markt gebracht. Es war das erste Mittel zur Unterbrechung eines Asthmaanfalls, dem einige unerwünschte Nebenwirkungen des Adrenalins fehlten, und war in Österreich und Deutschland, nach 1945 und Konfiskation des Patents auch bei den ehemaligen Gegnern Deutschlands sehr erfolgreich. Allerdings ist es wegen der dem Adrenalin ähnlichen Herzwirkung bei Überdosierung zu zahlreichen Todesfällen gekommen, allein im Vereinigten Königreich etwa dreitausend. Heute werden statt Isoprenalin die insoweit ungefährlicheren selektiven β2-Sympathomimetika verwendet. Auch für die pharmakologische Grundlagenforschung, besonders die Geschichte der Catecholaminforschung ist Isoprenalin wichtig geworden. Mit seiner Hilfe hat Raymond Ahlquist 1948 die Adrenozeptoren in die beiden großen Gruppen α-Adrenozeptoren und β-Adrenozeptoren unterteilt. Konzett schrieb 1981: „Dadurch verbreitete sich die Reputation dieser Substanz weltweit, und sie wurde ein Werkzeug vieler Forschungen in Pharmakologie und Therapie.“ Nach dem Science Citation Index ist die Publikation von Konzett und Rössler 1940 die zweithäufigstzitierte der Zeitschrift „Naunyn-Schmiedeberg's Archives of Pharmacology“ (von 1945 bis 1990 734-mal zitiert).
Konzett beschäftigte sich weiter mit Isoprenalin und anderen Sympathomimetika, so während seiner Zeit in England und Schottland gemeinsam mit Barcroft und Hebb. Mit Catherine Olding Hebb untersuchte er auch die Wirkung von Morphin, Pethidin und Methadon auf sympathische Ganglien. Die gemeinsamen Publikationen dokumentieren ebenso die Offenheit im Vereinigten Königreich für junge Forscher aus den ehemaligen Feindländern wie das Interesse dort an Arzneistoffen, die während des Weltkriegs in Deutschland oder Österreich erfunden worden waren – auch das Pethidin und Methadon gehören dazu, beide aus den Laboratorien der IG Farbenindustrie AG. Bei seinem dritten britischen Lehrer und Partner Verney gewann Konzett Einblick in die Forschung über das antidiuretische Hormon der Neurohypophyse. Verney erkannte in dieser Zeit, dass es bei einem Anstieg der Osmolarität des Blutes freigesetzt wird. Mit anderen Wissenschaftlern der Firma Sandoz hat Konzett in den späten 1950er Jahren die Struktur-Wirkungs-Beziehungen des antidiuretischen Hormons und des zweiten Neurohypophysenhormons, des Oxytocins, analysiert.
Antidiuretisches Hormon und Oxytocin sind Peptide. Die Peptidforschung blühte damals. Konzetts nächst der Auffindung des Isoprenalins bekanntestes Ergebnis ist die Bestimmung – innerhalb derselben Gruppe von Sandoz – der Struktur des Bradykinins, eines Peptids, das als Entzündungsmediator eine Rolle spielt. Darum bemühte man sich auch im National Institute for Medical Research in Mill Hill, einem Stadtteil von London. Die Geschichte des anscheinend freundschaftlichen Wettbewerbs, mit Irrtümern, Korrekturen und lebhaftem Briefverkehr, ist von der Basler wie der Londoner Gruppe erzählt worden. Der Basler Chemiker Boissonnas schrieb (aus dem Englischen): „Das Rätsel wäre nicht so schnell gelöst worden ohne die Freundlichkeit und Offenheit von Dr. Elliott <aus Mill Hill> und die enge Zusammenarbeit zwischen unserem Chemikerteam, zu dem Dr. Guttmann, Dr. Jaquenoud und ich gehörten, und der Pharmakologengruppe von Professor Konzett und Dr. Stürmer.“
Konzett war zeitweise Dekan der Innsbrucker Medizinischen Fakultät. Von 1967 bis 1968 war er Vorsitzender der Deutschen Pharmakologischen Gesellschaft. 1975 veröffentlichte er eine Geschichte der österreichischen Pharmakologie. Dank seine Nähe zu dem Sandoz-Chemiker und LSD-Entdecker Albert Hofmann nahm er an einem „psychopharmakologischen“ Experiment mit Ernst Jünger teil, über das Hofmann berichtet:

„Anfang Februar 1951 kam es zum großen Abenteuer, zu einem LSD-Einstieg mit Ernst Jünger. … Das war zeitlich noch bevor Aldous Huxley mit der gleichen Fragestellung mit Meskalin zu experimentieren begann, worüber er in seinen beiden Büchern ‚The Doors of Perception‘ und ‚Heaven and Hell‘ berichtete. Um nötigenfalls ärztliche Hilfe zur Hand zu haben, bat ich meinen Freund, den Arzt und Pharmakologen Heribert Konzett, sich an unserem Unternehmen zu beteiligen. Der Einstieg fand vormittags zehn Uhr im Wohnzimmer unseres damaligen Hauses in Bottmingen statt. Da die Reaktion eines so hochsensiblen Menschen wie Ernst Jünger nicht vorauszusehen war, wurde für diesen ersten Versuch vorsichtshalber eine niedrige Dosierung gewählt, nur 0,05 Milligramm. Das Experiment führte dann auch nicht in große Tiefen. Die Eintrittsphase war durch Intensivierung des ästhetischen Erlebens gekennzeichnet. Rotviolette Rosen nahmen ungekannte Leuchtkraft an und erstrahlten in bedeutungsvollem Glanz. … Konzett, dessen Gesichtszüge mir buddhahaft verklärt schienen, erlebte einen Hauch von Zeitlosigkeit, die Befreiung von Vergangenheit und Zukunft, die Beglückung durch volles Hier- und Jetzt-Sein. Die Rückkehr aus der veränderten Bewußtseinslage war mit starker Kälteempfindung verbunden. … Alle drei hatten wir uns der Pforte zu einer mystischen Seinserfahrung genähert; sie öffnete sich aber nicht. Die Dosis war zu gering gewählt worden.“

Das Erlebnis ist in Jüngers 1952 erschienene Erzählung Besuch auf Godenholm eingegangen.

## Schüler
Die folgenden Wissenschaftler haben sich bei Konzett in Innsbruck habilitiert:
- Carl Job (* 1920, Habilitation 1966)
- Johann Klupp (* 1919, Habilitation 1966, später Forschungsleiter bei Boehringer Ingelheim)
- Hans Winkler (* 1939, Habilitation 1969; Konzett vermittelte ihm einen Forschungsaufenthalt bei Hermann Blaschko in Oxford, und er wurde Konzetts Nachfolger in Innsbruck)
- Heide Hörtnagl (* 1943, Habilitation 1977, später Professorin am Pharmakologischen Institut der Charité).

## Anerkennung
Konzett war Ehrenmitglied der Deutschen Pharmakologischen Gesellschaft und der Österreichischen Pharmakologischen Gesellschaft sowie „wirkliches Mitglied“ der Österreichischen Akademie der Wissenschaften. Zu seiner Geschichte der österreichischen Pharmakologie von 1975 veröffentlichte der Grazer Pharmakologe Fred Lembeck 2003 „In honorem Professor Heribert Konzett zu seinem 90. Geburtstag“ eine Fortsetzung.
Seit 2009 verleiht die Österreichische Pharmakologische Gesellschaft den von der Firma AstraZeneca Österreich gestifteten Heribert-Konzett-Preis für Leistungen auf dem Gebiet der experimentellen oder klinischen Pharmakologie.